# Hutchinson Island South
Hutchinson Island South – jednostka osadnicza w Stanach Zjednoczonych, w stanie Floryda, w hrabstwie St. Lucie, nad Oceanem Atlantyckim.